# Pang Qianyu
Det här är en artikel om en person med kinesiskt personnamn; Pang är familjenamnet.
Pang Qianyu (kinesiska: 庞倩玉; pinyin: Páng Qiànyù), född 13 november 1996, är en kinesisk brottare som tävlar i fristil.

## Karriär
Pang tävlade för Kina vid olympiska sommarspelen 2020 i Tokyo, där hon tog silver i 53 kg-klassen. Vid olympiska sommarspelen 2024 i Paris tog Pang brons i 53 kg-klassen efter att ha besegrat mongoliska Batchujagijn Chulan i bronsmatchen.